# کا-نفر-نفر
کا-نفر-نفر (انگلیسی: Ka-Nefer-Nefer) یک زن نجیب‌زادهٔ در مصر باستان بود که در دوران حکمرانی دودمان نوزدهم مصر زندگی می‌کرد. او در دوران معاصر به خاطر ماسک تشییع جنازه‌اش که در اختیار «موزه هنر سنت لوئیس» است، شناخته می‌شود. موزه این ماسک را در سال ۱۹۹۸ از شرکت فینیکس، عرضه‌کننده آثار هنری خریداری کرد. این شرکت گفت که این نقاب بین سال‌های ۱۹۵۱ تا ۱۹۵۲ در سقاره کشف شده بود و تا سال ۱۹۵۲ در بازار هنر دست به دست می‌شد. با این حال، این ظن ایجاد شد که این ماسک در عوض از مصر دزدیده شده است و زاهی حواس، دبیرکل شورای عالی آثار باستانی مصر، درخواست کرد که این ماسک به مصر بازگردانده شود. در سال ۲۰۰۶، موزه هنر سنت لوئیس ادعای هاواس را رد کرد و ماسک در سنت لوئیس باقی می‌ماند.
نقاب کا-نفر-نفر از چوب پوشیده شده با کتانی با پوشش گچی رنگ شده و مطلا ساخته شده است. این اثر در یک محفظه با دمای کنترل شده تحت عنوان «ماسک مومیایی، مصری، دودمان نوزدهم مصر» در موزه هنر سنت لوئیس نگهداری می‌شود.
کا-نفر-نفر در سال ۱۹۵۲ توسط محمد زکریا غنیم در مقبره‌ای که در بالای هرم پلکانی هرم جوزر در گورستان سقاره مدفون شده بود، کشف شد. بدن او مومیایی نشده بود و به شدت تجزیه شده بود و ماسک پُرنگار بر صورت داشت که سر و شانه‌هایش را می‌پوشاند. تاج سر او یک دیهیم شیشه‌ای بود. چشم‌ها و نوک سینه‌های او نیز با شیشه پوشانده شده بود. غنیم نام او را کا-نفر-نفر به معنای «کا دو چندان زیبا» گذاشت. در ۱۲ ژوئن ۲۰۱۴، دادگاه استیناف حوزه هشتم ایالات متحده آمریکا به این نتیجه رسید که ماسک باید در موزه هنر سنت لوئیس باقی بماند، دستکم تا آنجا که به پرونده مصادره فدرال ایالات متحده مربوط می‌شود.